# تشانغ يانغ (سياسي)
تشانغ يانغ (بالصينية المبسطة: 张阳)‏ هو سياسي صيني، ولد في 1 أغسطس 1951 في الصين، وتوفي في 23 نوفمبر 2017 في بكين في الصين بسبب شنق. حزبياً، نشط في الحزب الشيوعي الصيني. وقد انتخب عضو مجلس الشعب الصيني ‏ خلال فترته النيابية ‏.